# Plaza de España (Pau)
La Plaza de España (en francés, place d'Espagne) es una plaza pública en el centro de la ciudad de Pau, Francia. La plaza es el fin del paseo histórico de la calle del Hedas (rue du Hédas) que atraviesa la ciudad desde el castillo de Pau en su lado occidental hasta la plaza de España en su lado oriental.
La plaza tiene forma circular y está rodeada por cuatro edificios con fachadas curvadas. Por su centro la atraviesa la calle Jean Monnet (rue Jean Monnet) en dirección norte-sur y la calle del Hedas (rue du Hédas) en dirección este-oeste. En el centro en la calle Jean Monnet se encuentra la parada de autobús, "Place d'Espagne-Bosquet". El resto de la plaza es peatonal con jardines y bajos comerciales.

## Historia
En diciembre de 2017 se inauguró la reforma de la plaza de España por el alcalde de Pau, François Bayrou. El pavimento y los adoquines de la plaza fueron reemplazados, se sembraron nuevos árboles, se rediseñaron los jardines y se construyó una nueva parada de autobús denominada "Place d'Espagne-Bosquet", para la nueva línea de autobús de tránsito rápido de Pau. La nueva parada entró en servicio en septiembre de 2019. En total, la reforma costó 2,8 millones de euros.